# Катрін Панколь
Катрі́н Панко́ль (Katherine Pancol; нар. 22 жовтня 1954, Касабланка) — французька письменниця, уродженка Марокко.

## Біографія
У віці п'яти років Кетрін Панкол разом із батьками виїхала з Касабланки (Марокко) до Франції. Вона вивчала літературу і спочатку стала викладачкою французької та латинської мов, а потім звернулася до журналістики. Під час роботи в журналах Paris-Match і Cosmopolitan на неї звернув увагу видавець, якому подобався її стиль, тож він заохочував її писати книжки. Після великого успіху її дебютного роману «Я насамперед» («Moi D'abord») у 1979 році Панкол переїхала до Нью-Йорка, де відвідувала лекції Колумбійського університету з творчого письма та сценарію. За цей час вона написала ще три романи.
Під час перебування в Америці стиль письма Панколь також змінився: він став неспокійнішим, веселішим і насиченішим.
Її роман «Жовті очі крокодилів» («Les yeux jaunes des crocodiles»), опублікований 2006 року, мав великий успіх у Франції, його загальний наклад становив понад мільйон примірників. 2008 року «Жовті очі крокодилів» був номером 6 у списку комерційно найуспішніших книжок у Франції. Роман перекладено китайською, українською, польською, італійською, російською, корейською, в'єтнамською та іншими мовами. З двома наступними томами роман утворює трилогію.
Катрін Панколь розлучена і має двох дорослих дітей. Вона мешкає в Парижі.

## Твори

### Романи
- 1979 : Moi d'abord, Seuil ; réédition Points, 2012
- 1981 : La Barbare, Seuil ; réédition Points-Seuil, 1995
- 1985 : Scarlett, si possible, Seuil ; réédition Points-Seuil, 1997
- 1990 : Les Hommes cruels ne courent pas les rues, Seuil ; réédition Points-Seuil, 1997
- 1993 : Vu de l'extérieur, Seuil ; réédition Points-Seuil, 1995
- 1998 : Encore une danse, Fayard ; réédition Livre de poche, 1999
- 1999 : J’étais là avant, Albin Michel
- 2001 : Et monter lentement dans un immense amour…, Albin Michel
- 2002 : Un Homme à distance, Albin Michel
- 2003 : Embrassez-moi, Albin Michel
- 2006 : Les Yeux jaunes des crocodiles, (prix Maison de la Presse 2006), 2006, Albin Michel (ISBN 978-2-226-16998-3) ; format poche : 2007, Le Livre de poche (ISBN 978-2-253-12120-6)
- 2008 : La Valse lente des tortues, 2008, Albin Michel (ISBN 978-2-226-18231-9) ; format poche : 2009, Le Livre de poche (ISBN 978-2-253-12940-0)
- 2010 : Les Écureuils de Central Park sont tristes le lundi, 2010, Albin Michel (ISBN 978-2-226-20831-6) ; format poche : 2011, Le Livre de poche (ISBN 978-2-253-16195-0)
- 2014 : Muchachas, 2014, Albin Michel (ISBN 978-2-226-25444-3) ; format poche : 2015, Le Livre de poche (ISBN 978-2-253-19464-4)31)
- 2014 : Muchachas 2, 2014, Albin Michel (ISBN 978-2-226-25445-0) ; format poche : 2015, Le Livre de poche (ISBN 978-2-253-19469-9)32)
- 2014 : Muchachas 3, 2014, Albin Michel (ISBN 978-2-226-25446-7) ; format poche : 2015, Le Livre de poche (ISBN 978-2-253-01733-2)33)
- 2017 : Trois baisers, 2017, Albin Michel (ISBN 978-2226392046) ; format poche : 2019, Le Livre de poche (ISBN 978-2-253-25949-7)34)
- 2019 : Bed Bug — Albin Michel (ISBN 2226440720)
- 2020 : Eugène et moi — Albin Michel

### Збірки вибраних творів
- Premiers romans. Paris: Points, 10/2017, 1032 p. (ISBN 978-2-7578-7062-4). Réunit: Moi d'abord, Scarlett, si possible et Vu de l'extérieur.
- Romans. Paris: Points n° 4186, 10/2015, 793 p. (ISBN 978-2-7578-5638-3). Réunit: La barbare, Les hommes cruels ne courent pas les rues, Une si belle image.

### Антологія
- Katherine Pancol présente 21 textes sur le sentiment amoureux: dire l'amour / préface Katherine Pancol ; notes, questions et après-texte par Sylvie Coly. Paris: Magnard, coll. «Classiques & contemporains» n° 173, 06/2016, 156 p. (ISBN 978-2-210-75096-8)

## Переклади українською
- Катрін Панколь. Жовті очі крокодилів. Перекл. з франц. Яреми Кравця. – К.: Махаон-Україна, 2012. – 656 с. ISBN 978-617-526-443-0